# Zabytki w Gryficach
Zabytki Gryfic – obiekty dziedzictwa kulturowego w Gryficach, chronione prawem i widniejące w rejestrze zabytków:

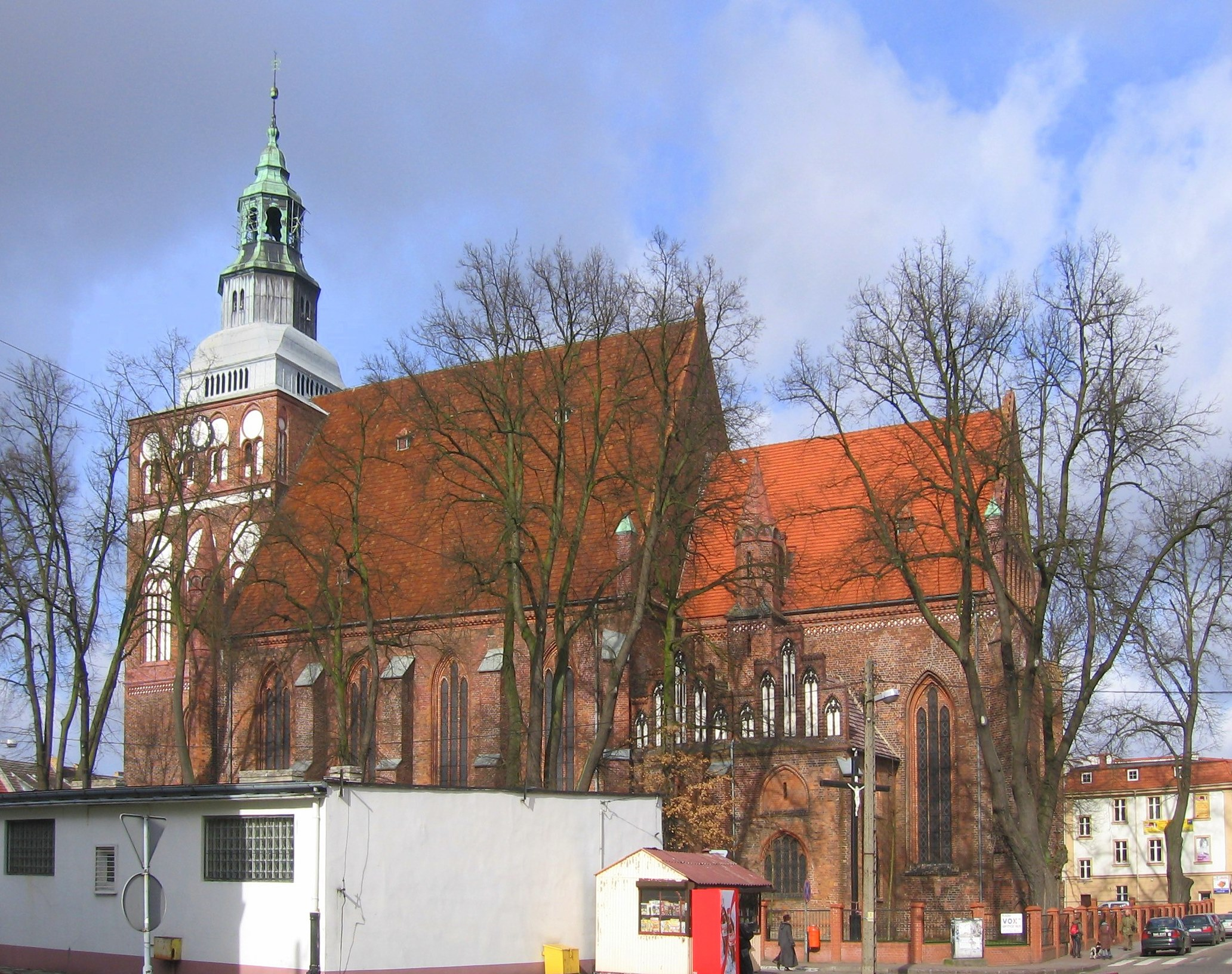
Kościół Mariacki

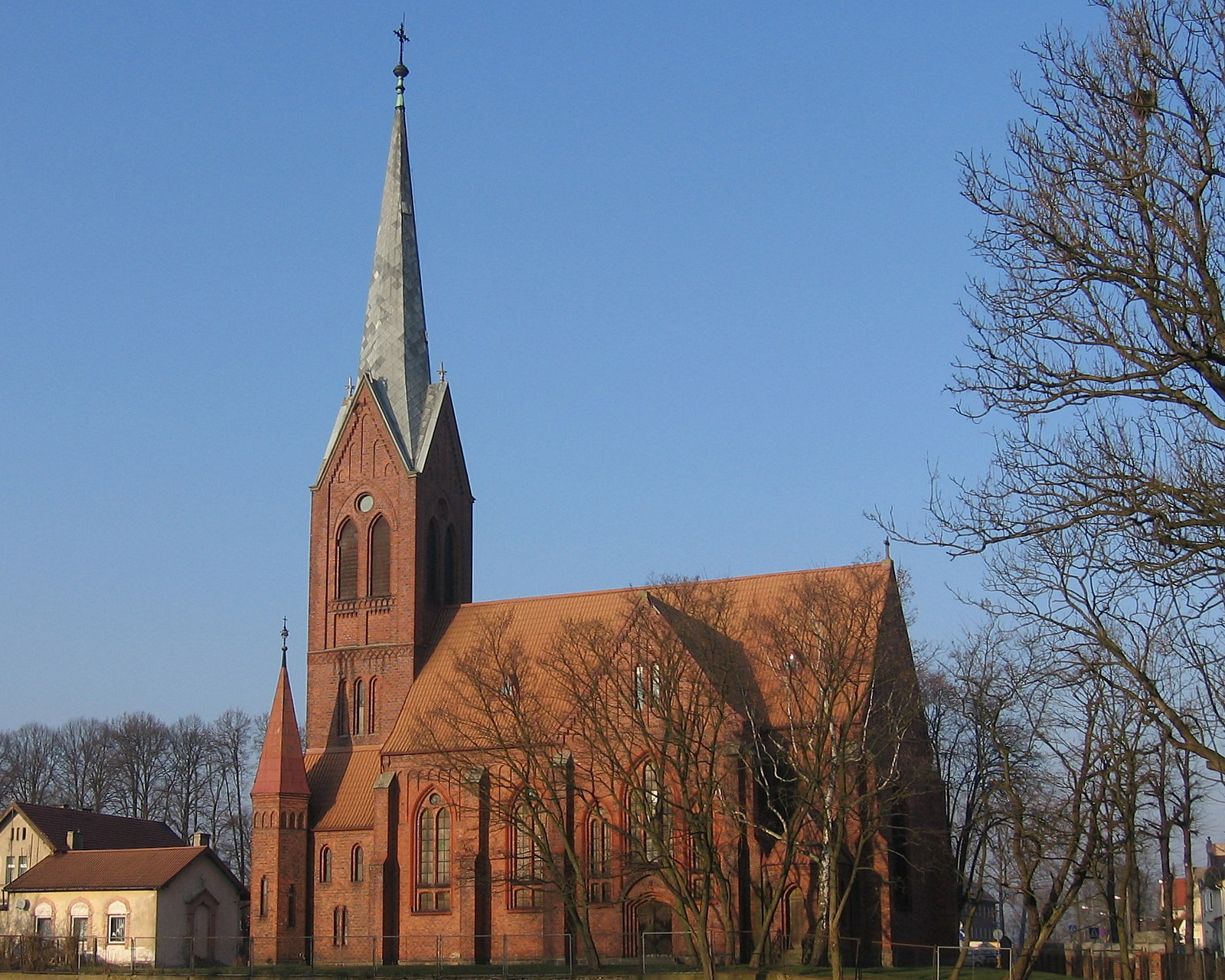
Kościół neogotycki (obecnie cerkiew prawosławna)

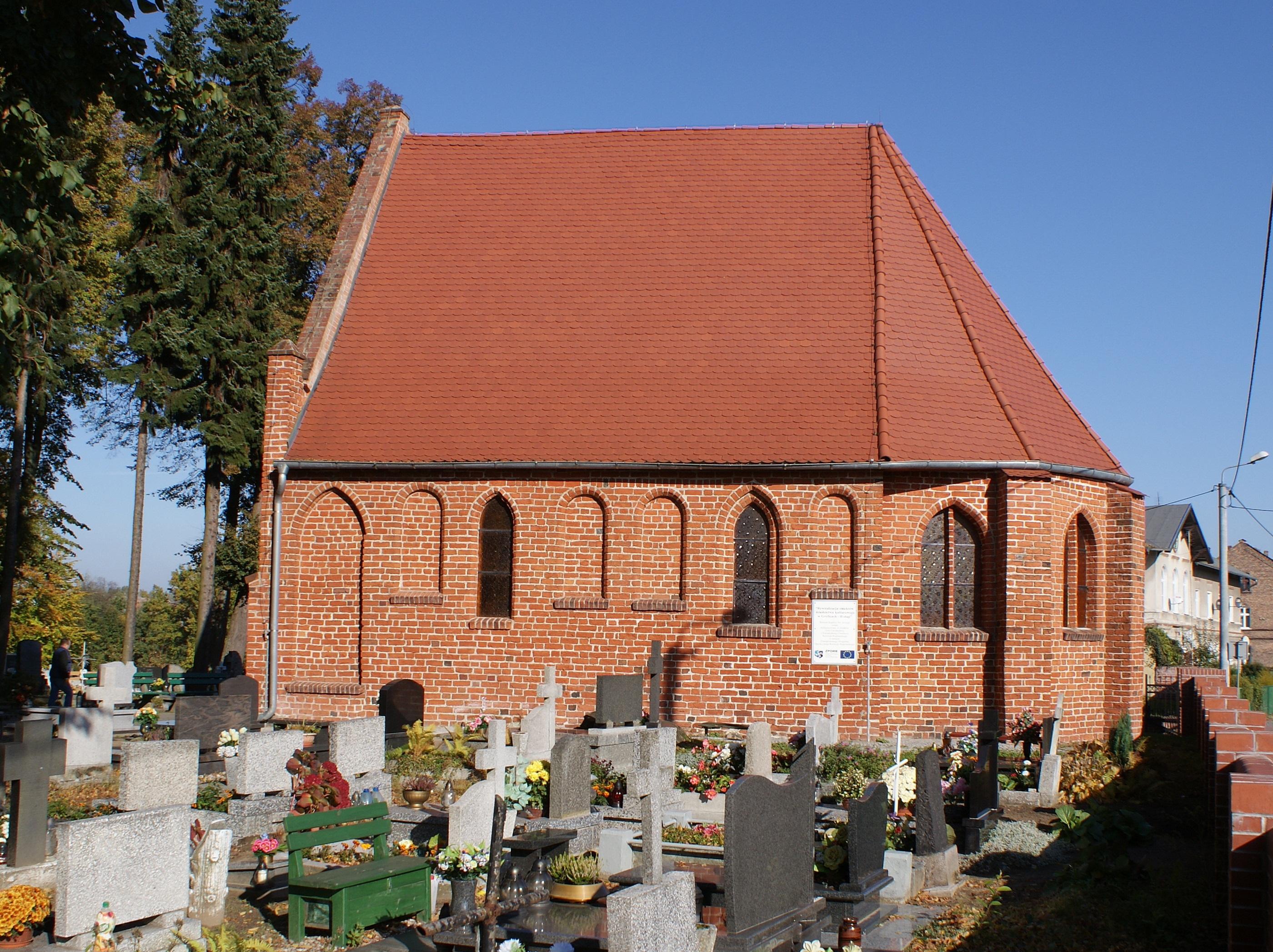
Kaplica św. Jerzego (lapidarium)

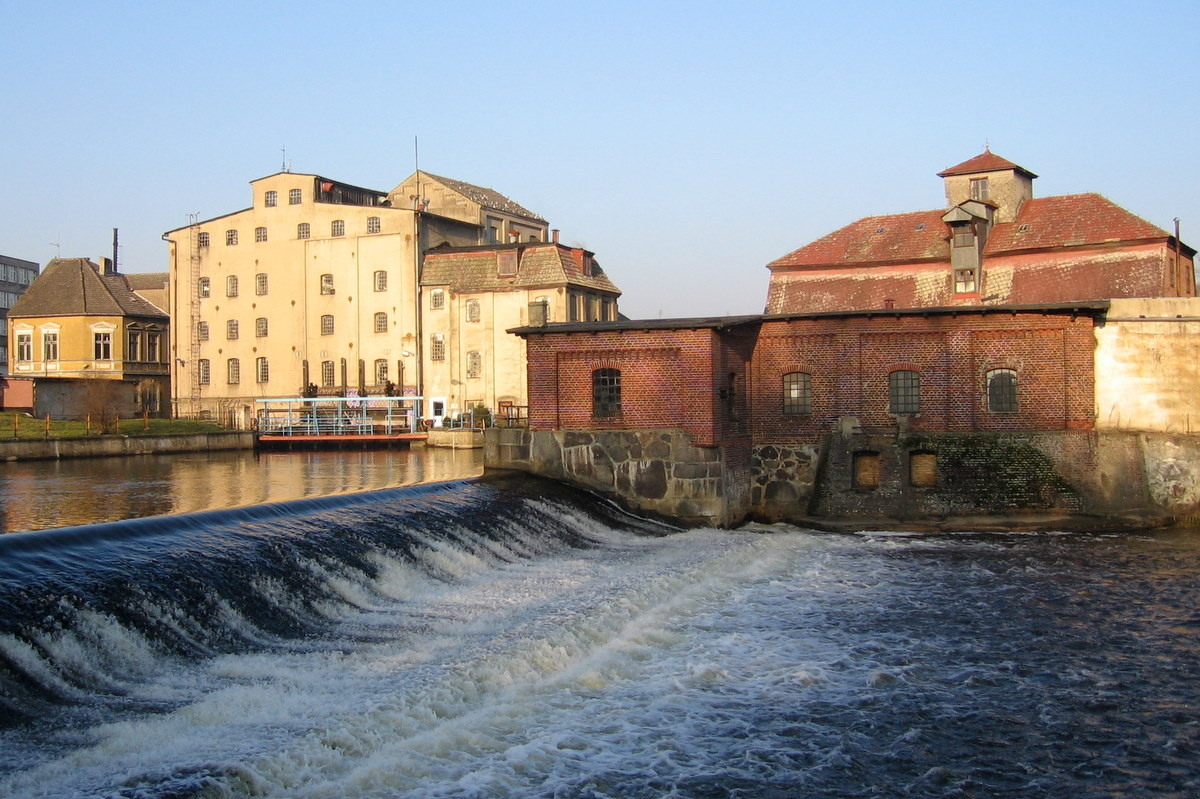
Zabudowa młyna nad Regą

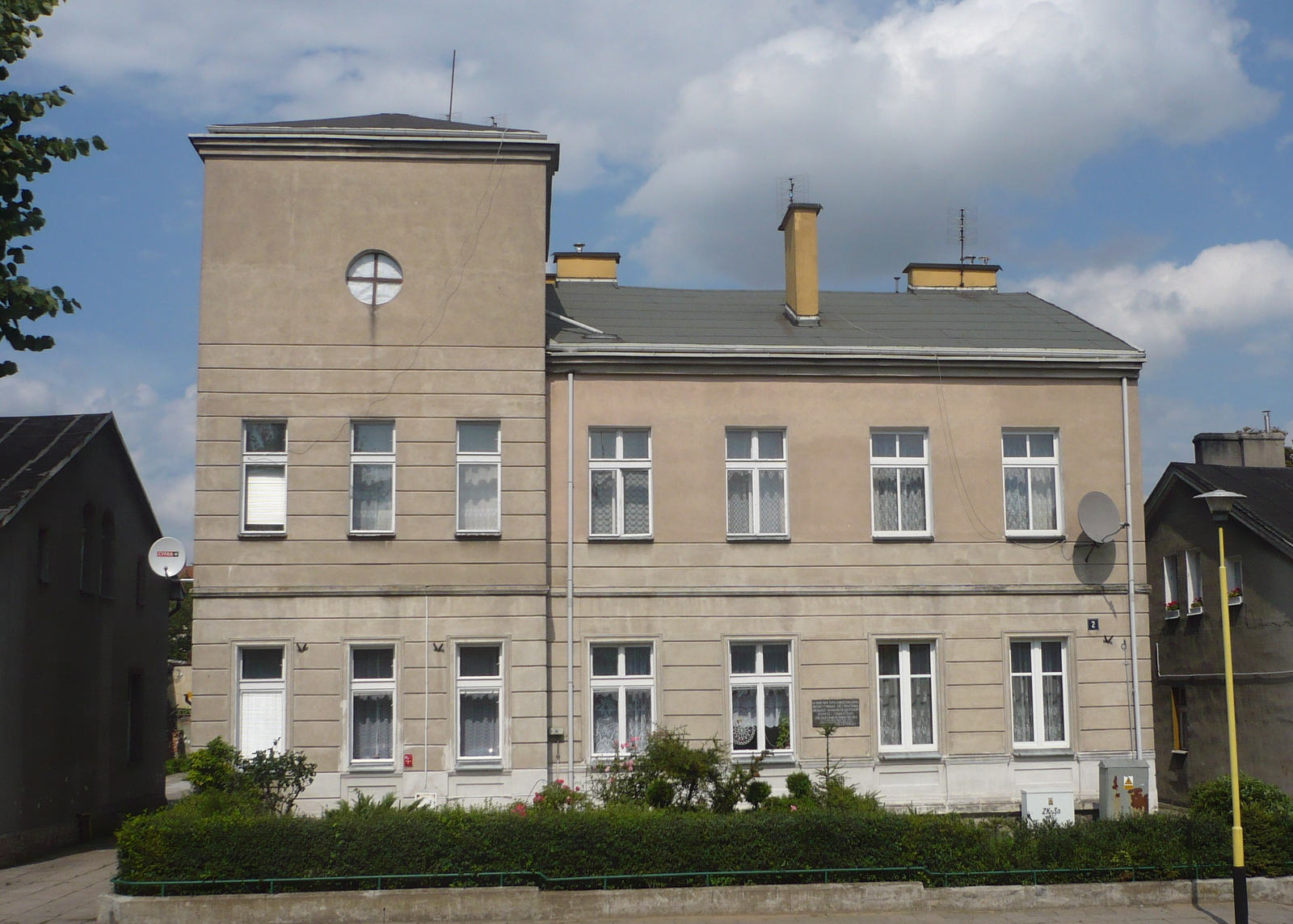
Dom przy ul. St. Ruta 2

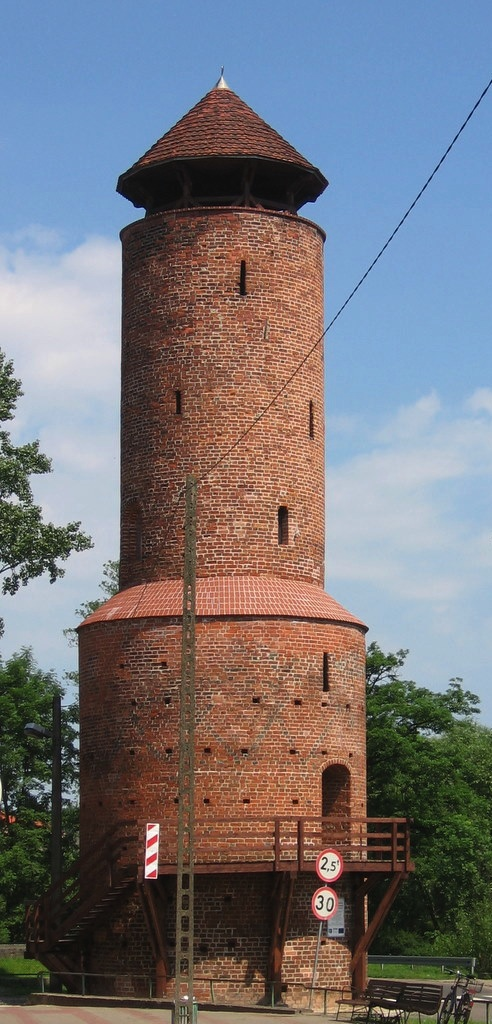
Baszta Prochowa

## Obiekty fortyfikacyjne miasta
- Brama Wysoka (niem.) Hohes Tor – południowa brama położona przy rozwidleniu dróg (rondo) do Kamienia Pomorskiego i Nowogardu. Element fortyfikacji obronnych zwany w przeszłości bramą Szczecińską (łac.) valva Zeninensis, Kamieńską, Nowogardzką bądź Stargardzką[2]. Zbudowana została w XV w. na planie prostokąta o pow. 79 m² i 426 m³ kubatury; przebudowa szczytu uzupełniona w kolejnym stuleciu – co dało w sumie mieszany styl gotycko-renesansowy. W 3/5 swojej wielkości była wysunięta poza obręb murów obronnych. Brama ta powstała w miejscu istniejącego wcześniej obiektu o podobnym przeznaczeniu – powstałego w 1300 r. Po pożarze w 1658 r. obniżono korpus obiektu i później bramę nakryto czterospadowym dachem z sygnaturą. Wąskie otwory strzelnicze obu kondygnacji zastąpiono szerszymi okienkami co zniekształciło pierwotną architekturę gotycką[3]. Obecnie w obiekcie znajduje się Muzeum Ziemi Gryfickiej i Galeria Brama (nr rej. 52 z 30 lipca 1955 r.)[4];
- Brama Kamienna (niem.) Steintor (dawniej zwana Młyńską) – położona przy północnej części Starego Miasta, na drodze w kierunku Trzebiatowa. Pierwsza wzmianka o bramie pochodzi z 1333 r.[5] W XV w. brama Kamienna została rozbudowana, jednak w wyniku pożaru (XVII w.) szczyty budowli uległy zniszczeniu. Brama ta posiada 98 m² powierzchni i 1078 m³ kubatury. Podobnie jak brama Wysoka w 3/5 swojej powierzchni była wysunięta poza linię murów obronnych. W XVI w. do pierwotnej bryły dodano elementy renesansowe m.in. gzymsy, szczyty i pilastry, okno o rustykowym obramowaniu, a także tarczę zegarową umieszczoną od strony rynku[6]. Po rewitalizacji zabytków obiekt został przeznaczony na Dom Pracy Twórczej. Znajduje się tam również hotel z 16 miejscami noclegowymi (nr rej. 52 z 30 lipca 1955 r.);
- Baszta Prochowa (niem.) Pulverturm – obiekt znajdujący się nad rzeką Regą, w północno-wschodniej części dawnych obwarowań, gdzie spełniała funkcję wieży strzelniczej. Baszta została zbudowana na przełomie XIV/XV w. z licowanej cegły, w wiązaniu gotyckim o pow. 33,4 m² i 567,8 m³ kubatury. Budowlę stanowią dwa cylindry o jednakowej wysokości. Dolny, szerszy posiada w górnej części lico w przeważającej mierze wymienione i uzupełnione. Zwieńczeniem wieży jest dach w kształcie stożka[7]. Po przebudowie w 2007 r. wieża posiada balkon widokowy (nr rej. 52 z 30 lipca 1955 r.);
- Pozostałości miejskich murów obronnych (niem.) Verteidigungsmauern – obwarowania, których budowę rozpoczęto pod koniec XIII w. i kontynuowano je w XIV. Owalna linia murów obronnych otaczała dawniej obszar Starego Miasta. Mury o długości 650 m i rozpiętości od 200 do 350 m miejscami osiągały 5 m wysokości, wzmocnione wałem ziemnym oraz fosą. W XIX w., kiedy średniowieczne fortyfikacje stały się nieprzydatne – rozpoczęto ich rozbiórkę. Obecnie z murów tych, pozostały niewielkie fragmenty. Praktycznie odcinki muru o pełnym profilu zachowały się tylko pomiędzy ul. Wałową, Górską a Niepodległości i niepełnym – wzdłuż biegu rzeki Regi aż do mostka dla pieszych i dalej do młyna i fragmentami przy ul. Wałowej (nr rej. 52 z 30 lipca 1955 r.)[8].

## Obiekty sakralne
- Kościół Mariacki pw. Wniebowzięcia Najświętszej Maryi Panny (niem.) St. Marienkirche z okresu XIII/XIV-XV w. jest gotycką budowlą sakralną, którą na przestrzeni wieków wiele razy rozbudowywano i przebudowywano. M.in. posiada wieżę z XVII w. W swoim ostatecznym kształcie obiekt sakralny osiągnął 1108 m² powierzchni i 15905 m³ kubatury (według innych danych: 1115 m² powierzchni i 38660 m³ kubatury[9]). Kościół ma bogate wyposażenie: barokowy ołtarz główny, ambonę z drugiej połowy XVIII w., prospekt organowy, chrzcielnicę romańską z XIII w., stalle z XVIII w., gotycki tryptyk (ołtarz boczny) z końca XV w., liczne płyty nagrobne oraz epitafia z XVIII w.[10] (nr rej. z 4 maja 1956 r.);
- Kościół św. Jana (niem.) St. Johanniskirche (obecnie parafialna cerkiew prawosławna pw. Zaśnięcia Przenajświętszej Bogurodzicy) – obiekt sakralny wybudowany w latach 1911–1913, w miejscu dawnego ryglowego, który pochodził z 1851 r. Kościół ten powstał, jako staroluterański, zbudowany w stylu neogotyckim na planie krzyża łacińskiego. W latach 1946–1954 spełniał funkcję kościoła katolickiego pw. św. Stanisława Kostki. W 1954 r. został przejęty przez prawosławnych. W tym samym roku powołano przy nim parafię[11]. Jako jedyna cerkiew w Polsce do 2009 r. nie posiadała ikonostasu (nr rej. A-1088 z 28 maja 1988 r.);
- Kaplica św. Jerzego (niem.) St. Georgskapelle – została zbudowana w stylu gotyckim w XV w. o pow. 112 m² i 571 m³ kubatury. Jej powstanie związane było z istniejącym w tym miejscu szpitalem. W kaplicy modlili się przede wszystkim chorzy. Znajduje się w północno-wschodniej części miasta. Obecnie pełni funkcję kaplicy cmentarnej. W jej wnętrzach znajdują się epitafia z XVIII w.[12] (nr rej. 191 z 15 grudnia 1956 r.)

## Pozostałe zabytki miasta
- Teren Starego Miasta (niem.) Der Bereich der Alstadt z poł. XIII w. (nr rej. 71 z 29 października 1955 r.),
- Zespół zabudowy młyna (niem.) Getreidemühle Gebäuden, tj. młyna zbożowego z poł. XIX w. przebudowanego po 1920 r. Do 1974 r. był napędzany turbiną wodną. Do zespołu należą magazyn zbożowy z II poł. XIX w. (przebudowany na przełomie lat 20/30. XX w.) oraz dom młynarza z początku XX w. (ul. Młyńska 1) (nr rej. A-291 z 7 grudnia 2006 r.)[13];
- Spichrz (niem.) Getreidespeicher z końca XIX w. (ul. Wałowa i Ks. S. Ruta) (nr rej. A-1 z 1 marca 1999 r.),
- Budynek pocztowy (niem.) Postgebäude przy ul. Dworcowej 20 – wybudowany ok. 1900 r. (nr rej. A-1256 z 3 stycznia 1994 r.);
- Zespół szpitala powiatowego(niem.) Kreiskrankenhaus – wybudowany po 1880 r. obejmujący kaplicę, park, szpital będący obecnie domem pomocy społecznej (ul. Kościuszki 71) (nr rej. A-20 z 7 stycznia 2000 r.);
- Kamieniczki (niem.) Häuser – dom przy ul. Kamienna Brama 1a z I poł. XIX w., przebudowany na początku XX w. (nr rej. A-1345 z 26 lipca 1997 r.), kamienica przy ul. Niepodległości 52 z przełomu XIV/XV w., przebudowana na początku XVIII oraz XX i XXI w. (nr rej. A-51 z 28 sierpnia 2000 r.), dom, klub żołnierski przy ul. Nowy Świat 4 z 1895 r. (nr rej. A-540 z 5 lutego 2010 r.) oraz budynek przy ul. St. Ruta 2 – zabytkowy dom z końca XIX w. W obiekcie tym (1 września 1945 r.) ukonstytuował się i pracował Komitet Powiatowy Polskiej Partii Robotniczej (nr rej. 1069 z 25 marca 1987 r.);
- Zespół dworca kolei wąskotorowej (niem.) Schmalspur-Bahnhof – obejmuje dworzec oraz szachulcowy magazyn. Do zespołu należy część zabytkowej linii wąskotorowej Gryfice – Popiele – Trzebiatów z przełomu XIX/XX w. (nr rej. A-1286 z 11 maja 1995 r.).